# Paratrigona lundelli
Paratrigona lundelli là một loài Hymenoptera trong họ Apidae. Loài này được Schwarz mô tả khoa học năm 1938.